# Orden
El orden es la propiedad que emerge en el momento en que varios sistemas abiertos, pero en origen aislados, llegan a interactuar por coincidencia en el espacio y el tiempo, produciendo, mediante sus interacciones naturales, una sinergia que ofrece como resultado una realimentación en el medio, de forma que los elementos usados como materia prima, dotan de capacidad de trabajo a otros sistemas en su estado de materia elaborada.
La capacidad de algunos sistemas de recordar el pasado (de tener memoria), produce en ese sistema la capacidad de establecer un método organizado y coordinado para repetir el logro alcanzado por selección natural, y acelerar el objetivo a conseguir [cita requerida]. En ese proceso, se paga un precio: la pérdida de su individualidad, mayor dependencia de nuevos elementos que pueden existir gracias a una economía más holgada, pero ganando en especialización[cita requerida]. Bajo este enfoque, el orden es la organización de las partes para hacer algo funcional y preciso[cita requerida], lo cual implica la presencia de un cauce que establece una transacción de cargas con menor coste y por lo tanto con potencial de desarrollo a una psicodinámica emergente[cita requerida], dando la oportunidad al observador de imputar una finalidad intencional y, como puede deducirse, de una acción inteligente[cita requerida].

## Ámbitos de orden
En el ámbito del orden social, el orden se remite a la forma en la cual las comunidades se organizan. Así, existen las sociedades jerárquicas, que se basan en una organización social rígida y piramidal, o en sus antípodas las sociedades anarquistas, cuyo orden es mucho más flexible y requiere, en consecuencia, fuertes valores de conducta, como el respeto por la libertad del otro, la igualdad y la responsabilidad por los actos propios. En las diferentes formas de organización social, los factores determinantes son la cultura y los fenómenos particulares que hacen a la naturaleza de cada una de ellas, y no necesariamente las leyes escritas, las cuales tan solo reflejan las leyes sociales creadas por la comunidad, o alguna de sus partes sociales.
En el ámbito de los sistemas dinámicos se identifica al ser humano como un sistema complejo que tiende a converger en estados coherentes, que se conoce como proceso de autoorganización, que podría ser definido como la emergencia y consolidación de un orden a partir de una coordinación espontánea de elementos de nivel inferior, en que las propiedades del sistema no se reducen a las propiedades de los subsistemas, pero las propiedades psíquicas del ser humano emergen en relación con la autoorganización, de los posibles patrones globales de actividad que pueden emerger - de la interacción de los subsistemas -, solo persistirán aquellos que conduzcan a una configuración estable del sistema. La repetición de esas pautas más válidas disponibles es la esencia de la autoorganización y a la vez contribuye a la constitución del atractor dinámico del sistema. Así el atractor puede ser pensado como una memoria persistente (Velasco, 1999).

## Otros puntos de vista
Bajo otro punto de vista, el orden no es únicamente una acción inteligente, sino todo aquello que funciona de una determinada manera. Así, aunque quien observa el orden y en última instancia lo define es un individuo inteligente, el orden se encuentra naturalmente en la disposición de sucesos u otros conceptos observables. Aquello que denominamos tiempo, presenta un orden natural para los sucesos y, guiados al menos por los conocimientos concretos del ser humano hasta el día de hoy, el orden cronológico es unidireccional e invariable.
Los antónimos de orden pueden ser, según el contexto en que sea utilizado, desorganización, desorden y caos.
De la misma forma, existen órdenes de órdenes, que solemos llamar estructuras. Existen multitud de estructuras en los más diversos campos tanto de la naturaleza como de la vida social, etc.
Se puede definir también en la capacidad que se tiene para hacer las cosas.

## Significados en diferentes disciplinas

### Masculino
- Utilizado en masculino, un  orden puede referirse a un criterio de ordenamiento.
- En filosofía, orden (en griego cosmos) es lo que se opone al caos.
- En biología, orden es una de las categorías de la taxonomía.
- En ciencias sociales, generalmente se refiere al orden social o al orden público.
- En matemáticas, los diferentes tipos de orden son tratados por la teoría del orden.
- En informática, se usan Algoritmo de ordenamiento

### Femenino
- Utilizado en femenino, una orden es un imperativo, un mandato, entendido  en el sentido de algo que hay que obedecer, como por ejemplo, una Orden Ministerial.
- En el catolicismo puede referirse a las Órdenes religiosas. Hay gran número de honores y condecoraciones en gran número de países que llevan el nombre de Orden.[2]
- En instituciones civiles o militares de carácter honorífico, como la Orden de Carlos III.
- En gastronomía, se le nombra a la cantidad de porciones de un determinado alimento suficiente para una sola persona. Por ejemplo: Una orden de papas fritas.